# Diesel (band)
Diesel is een Nederlandse rockband, opgericht in 1979 door platenproducer Pim Koopman (oud-drummer van Kayak) en zanger-gitarist Rob Vunderink. Het duo had in 1978 al een single uitgebracht onder de naam Concrete. De band werd gecompleteerd door gitarist Mark Boon en bassist Frank Papendrecht, met wie Vunderink in The Hammer had gespeeld.
De groep raakte op elkaar ingespeeld als studiomuzikanten voor een aantal producties van Koopman, onder andere "Late at night" en "Rio" van Maywood. Diesel had op Hilversum 3 Nederlandse Top 40, Nationale Hitparade en TROS Top 50 hits met "Goin' back to China" en "Down in the silvermine", maar het was de vierde single, "Sausalito Summernight", die de groep nationaal en internationaal succes bracht (nummer 25 in de Verenigde Staten en nummer 1 in Canada). Ondanks een Noord-Amerikaanse tournee en een platencontract bij Atco Records in de Verenigde Staten kon het succes niet gecontinueerd worden, onder andere door talloze bezettingswijzigingen en een louche platenbaas (Regency directeur Lloyd Segal verdween met het voorschot van 100.000 dollar van Atlantic Records en de opbrengsten van de Amerikaanse platenverkoop).
In de loop der jaren werd de groep een paar keer ontbonden en versterkten vele topmuzikanten de gelederen van Diesel, onder wie zanger Lain Barbier ( Turbo), bassist André Versluijs (Carlsberg, Vitesse), gitarist Bas Krumperman, (Bruno Basta, The President), gitarist Hugo de Bruin, zanger/gitarist Henk Hager (The Buffoons) en drummer Kim Weemhoff (Mathilde Santing, Candy Dulfer). In 2007 zag een nieuwe bezetting van Diesel het licht, waarin de originele leden Pim Koopman, Rob Vunderink en Mark Boon werden vergezeld door bassist Werner Cornand. De oorspronkelijke bassist Frank Papendrecht overleed in november 2009 aan een hartaanval. Hij werd 56 jaar oud. Nog geen week later overleed ook drummer/producer/songwriter Pim Koopman (ook 56) aan een hartstilstand. 
In 2016 hebben Mark Boon en Rob Vunderink de groep nieuw leven ingeblazen. De band werkt aan een nieuw album en treedt weer op. In maart 2017 verscheen de single "Like Hell I Will!"

## Hitnoteringen
| Single met eventuele hitnotering(en) in de Nederlandse Top 40 | Datum van verschijnen | Datum van binnenkomst | Hoogste positie | Aantal weken | Opmerkingen                   |
| ------------------------------------------------------------- | --------------------- | --------------------- | --------------- | ------------ | ----------------------------- |
| Goin' Back to China                                           |                       | 9-6-1979              | 28              | 3            |                               |
| Down in the Silvermine                                        |                       | 23-2-1980             | 28              | 4            |                               |
| Sausalito Summernight                                         |                       | 18-10-1980            | 35              | 3            | nr. 25 in VS, nr. 1 in Canada |
| Samantha                                                      |                       | 30-7-1988             | 33              | 3            |                               |

- De naam van de Amerikaanse plaats waar de titel naar verwijst is niet Sausolito maar Sausalito. Op sommige uitgaven is de juiste plaatsnaam vermeld.

### NPO Radio 2 Top 2000
| Nummer met noteringen in de NPO Radio 2 Top 2000 | '99  | '00 | '01 | '02  | '03  | '04  | '05  | '06  | '07  | '08  | '09  | '10  | '11  | '12  | '13  | '14  | '15 | '16  | '17  | '18  | '19  | '20 | '21  | '22  | '23  | '24  |
| ------------------------------------------------ | ---- | --- | --- | ---- | ---- | ---- | ---- | ---- | ---- | ---- | ---- | ---- | ---- | ---- | ---- | ---- | --- | ---- | ---- | ---- | ---- | --- | ---- | ---- | ---- | ---- |
| Sausalito Summernight                            | 1376 | -   | 984 | 1722 | 1709 | 1550 | 1789 | 1984 | 2000 | 1759 | 1469 | 1586 | 1858 | 1699 | 1730 | 1781 | -   | 1906 | 1955 | 1984 | 1978 | -   | 1814 | 1620 | 1987 | 1876 |

1. ↑  Een '-' betekent dat het nummer niet was genoteerd en een vetgedrukt getal geeft de hoogste notering aan.